# Persone di nome Audrey
| Questa pagina contiene informazioni ricavate automaticamente dalle voci biografiche con l'ausilio del template Bio e di un bot. L'aggiornamento è periodico e automatico e ricostruisce completamente la pagina. Se manca una persona in questa lista, sei pregato di non aggiungerla, ma accertati piuttosto che la sua voce biografica contenga il template Bio e che i dati anagrafici siano correttamente compilati. Se il template Bio manca, inseriscilo tu stesso o, in alternativa, metti l'avviso {{tmp\|Bio}} che ne segnala la mancanza. Se i dati riportati sono sbagliati, correggi direttamente la voce biografica; le modifiche saranno visibili in questa lista entro pochi giorni. Per chiarimenti vedi il progetto antroponimi. La lista contiene solo le 61 persone che sono citate nell'enciclopedia e per le quali è stato implementato correttamente il template Bio. Pagina aggiornata al 16 ott 2024. |

Questa è una lista di persone presenti nell'enciclopedia che hanno il prenome Audrey, suddivise per attività principale.

## Antropologhe(1)
- Audrey Richards, antropologa britannica (Londra, n. 1899 - Midhurst, † 1984)

## Apneiste(1)
- Audrey Mestre, apneista francese (Saint-Denis, n. 1974 - La Romana, † 2002)

## Attrici(21)
- Audrey Marie Anderson, attrice e modella statunitense (n. 1975)
- Audrey Berry, attrice statunitense (Massachusetts, n. 1906 - Vero Beach, † 1996)
- Audrey Brisson, attrice canadese (n. 1984)
- Audrey Christie, attrice statunitense (Chicago, n. 1912 - West Hollywood, † 1989)
- Audrey Dalton, attrice irlandese (Dublino, n. 1934)
- Audrey Dana, attrice, sceneggiatrice e regista francese (Rueil-Malmaison, n. 1977)
- Audrey Esparza, attrice statunitense (Laredo, n. 1986)
- Audrey Ferris, attrice statunitense (Detroit, n. 1909 - Los Angeles, † 1990)
- Audrey Fleurot, attrice francese (Mantes-la-Jolie, n. 1977)
- Audrey Giacomini, attrice e modella francese (Rueil-Malmaison, n. 1986)
- Audrey Hanna, attrice statunitense (Illinois, n. 1907 - San Jose, † 1990)
- Audrey Hepburn, attrice britannica (Ixelles, n. 1929 - Tolochenaz, † 1993)
- Audrey Lamy, attrice e umorista francese (Alès, n. 1981)
- Audrey Landers, attrice, cantante e produttrice televisiva statunitense (Filadelfia, n. 1956)
- Audrey Long, attrice e modella statunitense (Orlando, n. 1922 - Virginia Water, † 2014)
- Audrey Meadows, attrice statunitense (New York, n. 1922 - Beverly Hills, † 1996)
- Audrey Tautou, attrice e modella francese (Beaumont, n. 1976)
- Audrey Totter, attrice statunitense (Joliet, n. 1917 - Woodland Hills, † 2013)
- Audrey Wasilewski, attrice e doppiatrice statunitense (Pennsylvania, n. 1967)
- Audrey Westphal, attrice e ballerina statunitense (Buffalo, n. 1922 - Santa Monica, † 1999)
- Audrey Whitby, attrice e comica statunitense (Murfreesboro, n. 1996)

## Attrici pornografiche(1)
- Cory Chase, attrice pornografica statunitense (New Jersey, n. 1981)

## Cantanti(2)
- Faith Hill, cantante statunitense (Jackson, n. 1967)
- Audrey de Montigny, cantante canadese (Sainte-Julienne, n. 1985)

## Cantautrici(1)
- Audrey Assad, cantautrice statunitense (n. 1983)

## Cestiste(2)
- Audrey Campbell, cestista canadese (Blutcher, n. 1932 - Saskatoon, † 2010)
- Audrey Sauret, ex cestista e dirigente sportiva francese (Charleville-Mézières, n. 1976)

## Cicliste su strada(1)
- Audrey Cordon-Ragot, ciclista su strada francese (Pontivy, n. 1989)

## Giornaliste(1)
- Audrey Pulvar, giornalista, conduttrice radiofonica e conduttrice televisiva francese (Fort de France, n. 1972)

## Informatiche(1)
- Audrey Tang, informatica taiwanese (n. 1981)

## Judoka(1)
- Audrey Tcheuméo, judoka francese (Bondy, n. 1990)

## Mezzofondiste(1)
- Audrey Werro, mezzofondista svizzera (Friburgo, n. 2004)

## Modelle(3)
- Audrey Lindvall, modella statunitense (Lee's Summit, n. 1982 - Lee's Summit, † 2006)
- Audrey Marnay, supermodella francese (Chartres, n. 1980)
- Audrey Munson, modella e attrice statunitense (Rochester, n. 1891 - Ogdensburg, † 1996)

## Neuroscienziate(1)
- Audrey van der Meer, neuroscienziata norvegese (Velsen, n. 1966)

## Nuotatrici(2)
- Audrey Kwon, nuotatrice artistica statunitense (Seul, n. 2006)
- Audrey Lamothe, nuotatrice artistica canadese (Montréal, n. 2005)

## Pattinatrici artistiche su ghiaccio(1)
- Tiffany Chin, ex pattinatrice artistica su ghiaccio statunitense (n. 1967)

## Pattinatrici di short track(1)
- Audrey Phaneuf, pattinatrice di short track canadese (Boucherville, n. 1996)

## Poetesse(1)
- Audrey Wurdemann, poetessa statunitense (Seattle, n. 1911 - Miami, † 1960)

## Politiche(2)
- Audrey Azoulay, politica e funzionario francese (La Celle-Saint-Cloud, n. 1972)
- Audrey Hylton-Foster, politica britannica (Simla, n. 1908 - Leith Hill, † 2002)

## Sceneggiatrici(2)
- Audrey Diwan, sceneggiatrice, regista e scrittrice francese (n. 1980)
- Audrey Wells, sceneggiatrice e regista statunitense (San Francisco, n. 1960 - Santa Monica, † 2018)

## Schermitrici(1)
- Audrey Descouts, schermitrice francese (Enghien-les-Bains, n. 1980)

## Sciatrici alpine(1)
- Audrey Peltier, ex sciatrice alpina francese (Antibes, n. 1981)

## Sciatrici freestyle(1)
- Audrey Robichaud, sciatrice freestyle canadese (Québec, n. 1988)

## Scrittrici(2)
- Audrey Niffenegger, scrittrice statunitense (South Haven, n. 1963)
- Audrey Schulman, scrittrice canadese (Montréal, n. 1963)

## Snowboarder(1)
- Audrey McManiman, snowboarder canadese (Saint-Ambroise-de-Kildare, n. 1995)

## Soprani(1)
- Audrey Luna, soprano statunitense (Salem)

## Tenniste(1)
- Audrey Albié, tennista francese (n. 1994)

## Velociste(5)
- Audrey Alloh, velocista italiana (Abidjan, n. 1987)
- Audrey Brown, velocista britannica (Bankura, n. 1913 - Manchester, † 2005)
- Audrey Leduc, velocista canadese (Gatineau, n. 1999)
- Audrey Patterson, velocista statunitense (New Orleans, n. 1926 - San Diego, † 1996)
- Audrey Williamson, velocista britannica (Bournemouth, n. 1926 - Rhos-on-Sea, † 2010)

## Senza attività specificata(1)
- Audrey Callaghan,  britannica (Maidstone, n. 1915 - † 2005)